# Four Brothers (film)
Four Brothers är en amerikansk film från 2005 i regi av John Singleton.

## Handling
Evelyn Mercer har ägnat sitt liv åt att arbeta med ungdomar som hamnat snett i tillvaron. De jobbigaste och värsta killarna har hon själv adopterat. När Evelyn blir mördad i samband med ett butiksrån träffas hennes fyra utflugna adoptivbarn på begravningen. De har alla valt olika vägar i livet men nu står de återigen enade och är fast besluta att själva ta reda på vem som mördade Evelyn och skipa rättvisa.

## Rollista (urval)
- Mark Wahlberg - Bobby Mercer
- Tyrese Gibson - Angel Mercer
- Garrett Hedlund - Jack Mercer
- André Benjamin - Jeremiah Mercer
- Terrence Howard - Lt. Green
- Josh Charles - Fowler, poliskommissarie
- Sofía Vergara - Sofi
- Fionnula Flanagan - Evelyn Mercer
- Chiwetel Ejiofor - Victor Sweet